# پیترماریتسبرگ
پیترماریتسبرگ (به لاتین: Pietermaritzburg) یک شهرک در آفریقای جنوبی است که در Msunduzi Local Municipality واقع شده‌است.

## خصوصیات
پیترماریتسبرگ ۵۹۶ متر بالاتر از سطح دریا واقع شده‌است.

## خواهرخوانده
شهرهای ژانژو و همپتون، ویرجینیا خواهرخوانده‌های پیترماریتسبرگ هستند.